# Valvulopathie cardiaque
Le terme valvulopathie cardiaque (littéralement, maladie des valves cardiaques) désigne divers dysfonctionnements des valves cardiaques. Ce sont des maladies fréquentes dont les causes se sont modifiées avec l'amélioration des conditions sanitaires.
Toutes les valves cardiaques peuvent être touchées, mais les valves aortique et mitrale sont les plus fréquemment atteintes. L'échographie cardiaque couplée au doppler est actuellement l'examen-clé du bilan d'une valvulopathie.

## Anatomie
Les valves cardiaques sont des structures élastiques, non contractiles, empêchant le reflux du sang d'une cavité cardiaque vers une autre. Elles sont au nombre de quatre :
- la valve aortique, située entre le ventricule gauche et l'aorte ascendante ;
- la valve mitrale, entre l'oreillette et le ventricule gauche, composée d'une petite valvule et d'une grande valvule. Ces dernières sont reliées par des cordages (fibres élastiques) au muscle cardiaque par l'intermédiaire des piliers ;
- la valve tricuspide entre l'oreillette droite et le ventricule droit ;
- et la valve pulmonaire entre le ventricule droit et l'artère pulmonaire.

## Épidémiologie
Une étude américaine montre que près de 2 % de la population adulte est porteuse d'une valvulopathie, la plus fréquente étant l'insuffisance mitrale. Cette prévalence s'accroît avec l'âge avec une prévalence comprise entre 10 et 15 % chez les patients de plus de 75 ans, et devrait continuer à croître avec le vieillissement de la population.

## Physiopathologie

### Mécanismes physiopathologiques
Une valve peut dysfonctionner de deux manières : elle peut ne pas s'ouvrir correctement, on parle de rétrécissement ou sténose ; elle peut ne pas se fermer correctement, on parle alors d'insuffisance ou fuite.

Lorsque sont associés un rétrécissement et une insuffisance sur une même valve, on parle de maladie (mitrale, aortique, tricuspide...).
Les valvulopathies les plus fréquentes intéressent la valve mitrale et la valve aortique.
Lors d'un rétrécissement, il existe :
- en amont, une augmentation des pressions secondaire à l'obstacle concernant les valves des cavités gauches : il existe alors une surcharge « barométrique » qui retentit sur la vascularisation pulmonaire (essoufflement jusqu'à l'œdème pulmonaire). En ce qui concerne les cavités droites, l'obstacle va avoir des répercussions sur le système veineux périphérique (douleurs au niveau du foie (hépatalgies), œdèmes des membres inférieurs) ;
- en aval, une sous-perfusion avec un bas débit. La différence de pression de part et d'autre de l'obstacle est très augmentée ce qui est un moyen d'en faire le diagnostic.

Lors d'une insuffisance valvulaire, le ventricule gauche (pour les valvulopathies gauches) est obligé de fournir un travail plus important pour maintenir un débit identique. Pour compenser cela, il va se dilater puis se fatiguer avec des conséquences identiques :
- stase en amont avec essoufflement, œdèmes des membres inférieurs ;
- et bas débit périphérique.

### Causes
Dans les pays occidentaux, la fréquence des valvulopathies d'origine rhumatismale est en diminution au profit d'une augmentation des valvulopathies dégénératives.
L'insuffisance valvulaire est une complication rare de certains traitements médicamenteux comme la prise d'amphétamines, dont :
- la fenfluramine, commercialisée sous le nom de Pondéral, retiré de la vente en France en septembre 1997 ;
- la dexfenfluramine, commercialisée sous le nom d'Isoméride, retiré de la vente en France en septembre 1997 ;
- le benfluorex, principe actif du Mediator, retiré de la vente en France en novembre 2009.

## Diagnostic

### Signes fonctionnels
Le sujet peut être asymptomatique (il ne se plaint de rien) ou présenter un tableau d'insuffisance cardiaque avec, suivant le degré, un essoufflement (dyspnée) à l'effort, un essoufflement de repos, un œdème pulmonaire.

### Examen clinique
Il retrouve éventuellement des signes d'insuffisance cardiaque (œdèmes des membres inférieurs, crépitants à l'auscultation pulmonaire).

L'auscultation cardiaque montre la présence d'un souffle cardiaque. La position de celui-ci par rapport aux bruits du cœur, sa tonalité, permettent d'orienter le diagnostic sur la valve malade et le mécanisme responsable (fuite ou sténose).

### Examens complémentaires

#### Électrocardiogramme
Il est peu contributif (indique parfois des signes de retentissement sur le ventricule gauche).

#### Échocardiographie
C'est l'étude des structures cardiaques par l'utilisation des ultrasons. C'est un examen indolore, fait au cours d'une simple consultation et qui est sans danger. L'échographie cardiaque est actuellement l'examen-clé du bilan de toute valvulopathie.
Elle permet de visualiser les valves et de rechercher des signes en faveur d'une atteinte de celles-ci : immobilité et/ou calcifications en cas de sténose valvulaire, peu de signes en cas de fuite. Elle permet de quantifier l'importance de l'obstacle. Elle étudie le retentissement des valvulopathies sur les cavités cardiaques : dilatation et/ou hypokinésie (contraction globalement plus faible).
Dans certains cas, une échographie par voie transœsophagienne peut être utile : l'émetteur-récepteur d'ultrasons est situé au bout d'un fibroscope souple qui est introduit sous anesthésie locale dans l'œsophage du patient. Cet examen, même s'il est parfois désagréable, permet d'avoir alors une bien meilleure image des valves.

#### Doppler
Il est toujours couplé à l'échographie. C'est l'étude de la vitesse du sang dans les cavités cardiaques.
Lors d'un rétrécissement : la vitesse du sang est très accélérée au niveau de l'obstacle, proportionnellement au degré de celui-ci. On peut ainsi quantifier la sténose. Lors d'une fuite, le flux sanguin est inversé ce qui permet de visualiser et de quantifier de manière simple l'insuffisance valvulaire.

#### Cathétérisme cardiaque
C'est un examen nécessitant une hospitalisation et réalisé dans des conditions de propreté chirurgicale sous anesthésie locale : une ou plusieurs sondes sont introduites au niveau de l'artère et de la veine fémorale. Elles sont montées sous contrôle radiographique jusque dans les cavités cardiaques. Elles permettent d'étudier :
- les pressions : lors des sténoses, il existe une différence importante entre l'amont et l'aval de l'obstacle. Lors d'une fuite, la régurgitation de sang déforme la courbe de pression de manière spécifique ;
- le débit : il est diminué lorsque la valvulopathie est importante ;
- elles permettent d'injecter un produit iodé (peut être dangereux en cas d'allergie et d'insuffisance rénale) directement dans les cavités cardiaques avec visualisation des fuites et quantification de la contraction du ventricule gauche ;
- l'examen est complété par une coronarographie (opacification des vaisseaux qui nourrissent le cœur et dont l'atteinte est responsable de l'angine de poitrine) si on envisage un traitement chirurgical.

## Évolution
Une valvulopathie importante et négligée va fatiguer progressivement le muscle cardiaque et aboutir à un tableau d'insuffisance cardiaque.
Elle peut entraîner un trouble du rythme auriculaire (particulièrement dans les valvulopathies mitrales).
Une valve malade est fragilisée et est beaucoup plus sensible aux infections. Il s'agit dans ce cas d'une Endocardite, plus fréquente sur les insuffisances valvulaires.

## Principes de traitement
La prise en charge des valvulopathies cardiaques fait régulièrement l'objet de la publication de recommandations, les dernières recommandations européennes datent de 2017.

### Traitement médical
Le traitement médical associe le repos, un régime sans sel, des diurétiques (faisant uriner pour permettre la diminution des pressions intra cardiaques) et des vasodilatateurs (médicaments dilatant les vaisseaux).
Sans oublier la prévention de l'endocardite par antibiothérapie avant certains gestes, notamment dentaires.

### Traitement chirurgical

#### Historique
En 1954, une tentative de traitement de l'insuffisance aortique a été faite en positionnant une valve à bille dans l'aorte thoracique descendante.
Le 21 septembre 1960, Albert Starr effectue le premier remplacement valvulaire (valve mitrale) avec une valve de sa conception et qui portera son nom.
La première homogreffe, faite à base de tissus humains, est implantée en 1962.
Les bioprothèses en tissus animaux commencent à être implantées à la fin des années 1960 grâce à Alain Carpentier.
Le prix Albert-Lasker a été décerné en 2007 à Albert Starr et Alain Carpentier pour récompenser ces avancées.

#### Généralités
Il s'agit d'une chirurgie lourde, souvent à cœur ouvert et nécessite une circulation extracorporelle (dérivation du sang durant l'intervention vers une pompe qui remplace transitoirement le cœur durant l'intervention) qui ne se fait que dans des centres spécialisés.
Il est possible dans certains cas de réparer la valve malade sans la changer : c'est la plastie valvulaire.

La valve malade peut être remplacée par une valve artificielle qui peut être :
- en tissu animal : bioprothèse. La nouvelle valve est alors très bien tolérée, avec un très faible risque de formation de caillot (pas de nécessité d'anticoagulation) mais est plus fragile et peut se détériorer avec le temps ce qui va imposer une réintervention dans les 5 à 20 ans qui suivent, selon les dernières données cliniques ;
- en matériel synthétique : valve mécanique. Elles sont extrêmement solides mais nécessitent une anticoagulation à vie par le biais d'anti-coagulants pour éviter la formation de caillots sur la valve. La détérioration de la valve est généralement soudaine et requiert une intervention d'urgence, contrairement aux valves biologiques dont la détérioration est graduelle.

Les indications chirurgicales se sont élargies et sont discutées au cas par cas en fonction du pronostic, de l'âge et du style de vie, du risque opératoire et des comorbidités (pathologies associées).

## Différentes valvulopathies

### Valvulopathies aortiques

#### Rétrécissement aortique
Il s'agit essentiellement d'une valvulopathie de la personne âgée. Mais il existe également des formes congénitales.

Elle peut cliniquement se présenter sous la forme d'une insuffisance cardiaque (essoufflement, œdèmes), mais peut également occasionner des douleurs thoraciques, des pertes de connaissance (syncope) à l'effort.

Si le rétrécissement est important, le traitement est exclusivement chirurgical : remplacement valvulaire.

#### Insuffisance aortique
Il peut s'agir d'une dégénérescence de la valve, pouvant être associée à un rétrécissement aortique. Elle peut être plus rarement due à une maladie congénitale du tissu élastique (le Syndrome de Marfan en particulier). L'insuffisance aortique peut être aigüe : il faut rechercher alors une endocardite, une dissection aortique (fissuration gravissime de l'aorte).

Elle est découverte soit à l'occasion d'un examen systématique, soit à l'occasion d'une insuffisance cardiaque.

Un traitement chirurgical doit être proposé si la fuite est importante et/ou s'il existe un retentissement sur le ventricule gauche (dilatation) : remplacement valvulaire.

### Valvulopathies mitrales

#### Rétrécissement mitral
Toujours d'origine rhumatismale (cardite post rhumatisme articulaire aigu), elle est devenue rare dans les pays occidentaux.

Une angine bactérienne (à streptocoques), en général chez une personne jeune, non traitée par antibiothérapie, va se compliquer quelques semaines plus tard d'un rhumatisme articulaire. Ce rhumatisme peut se compliquer d'une inflammation du cœur : la cardite. Celle-ci va laisser des séquelles valvulaires (épaississement, fibrose) qui peuvent s'aggraver au fil des années.

Il n' y a théoriquement pas de retentissement sur le ventricule gauche. L'évolution se fait fréquemment vers le passage en fibrillation atriale.

Le traitement peut consister en un remplacement valvulaire par valve artificielle si le rétrécissement est serré et symptomatique.
Si le rétrécissement est pur (sans fuite associée) et que les valves ne sont pas trop remaniées, on peut proposer une valvuloplastie per cutanée : un ballon est glissé par ponction veineuse fémorale dans la valve mitrale. Il est alors gonflé, écartant les deux valvules. Cette procédure se fait sous anesthésie locale, sans circulation extra corporelle. L'hospitalisation en est beaucoup plus courte.

En cas de fibrillation auriculaire, un traitement par médicaments antiarythmiques et par médicaments anticoagulants s'impose.

#### Insuffisance mitrale
Elle est rarement post-rhumatismale. Elle peut être due à un prolapsus de la valve mitrale : la valve est épaissie, les cordages sont allongées : lors de la fermeture de la valve, l'une des valvules recule trop et passe en arrière de sa voisine.

L'insuffisance mitrale peut être fonctionnelle, secondaire à la dilatation du ventricule gauche. Dans ce cas, la fuite est une conséquence de l'atteinte ventriculaire gauche et c'est cette dernière qui doit être traitée. Plus rarement, elle complique une endocardite.

Elle se présente sous forme d'un tableau d'insuffisance cardiaque classique. Le passage en fibrillation atriale est fréquent.

Un traitement par vasodilatateurs peut améliorer sensiblement le patient. Le patient peut bénéficier d'un remplacement valvulaire par une valve artificielle. Dans certains cas, on peut réparer chirurgicalement la valve sans la changer : il s'agit d'une alors d'une plastie. Le résultat est alors très satisfaisant, stable dans le temps et ne nécessitant aucune anticoagulation.

### Valvulopathies tricuspides
L'atteinte de la valve tricuspide est la plus rare des valvulopathies cardiaques. Elle est souvent associée à une atteinte valvulaire ou myocardique gauche.

Il s'agit majoritairement d'insuffisance tricuspide, le rétrécissement tricuspide étant actuellement exceptionnel.

L'insuffisance tricuspide fonctionnelle est secondaire à la dilatation de l'anneau tricuspide par dilatation du ventricule droit sans lésion organique des feuillets valvulaires. L'insuffisance tricuspide organique est en général rhumatismale.

Les techniques chirurgicales incluent plastie et remplacement valvulaire.

### Endocardite
Elle peut être infectieuse ou non infectieuse, survenir sur valves natives ou sur prothèse valvulaire.